# Imhotep
Imhotep (Oudegyptisch Jj m ḥtp *jā-im-ḥatāp "Die in vrede komt", ook Immutef, Im-hotep, of Ii-em-Hotep, Oudgrieks Imuthes (Ιμυθες)) was ca. 2655-2600 v.Chr. vizier (eerste minister) van farao Djoser, de tweede farao van de derde dynastie van het Oude Rijk in de Egyptische oudheid. Naast vizier was hij ook architect, raadgever van de farao, schrijver van medische werken en hogepriester van Ptah en Ra.

## Imhotep de man
Imhotep is het beste bekend als vizier en "bekijker der werken" van farao Djoser. Hij ontwierp de trappiramide van Djoser. Een gigantisch complex met daarin allerlei religieuze / koninklijke bouwwerken voor het eerst uitgevoerd in steen. Imhotep werd geboren in een burgerfamilie, maar klom door zijn intelligentie op en diende o.a. als hogepriester van de god Ptah. Volgens een mythe, die lang na zijn dood ontstaan is, zou hij de zoon van Ptah zijn geweest bij een sterfelijke vrouw, Chredoe-anch of Kheredu-ankh, die later tot halfgoddelijke status werd verheven omdat zij een dochter van Banebdjedet zou zijn geweest. Naast priester was Imhotep ook architect, schrijver en medicus en door die brede ontwikkeling wordt hij wel beschouwd als het eerste genie ter wereld (of de eerste homo universalis).
De tombe van Imhotep is nog niet gevonden maar men denkt dat graf nr 3.518 bij Saqqara mogelijk van hem is.
Verschillende afbeeldingen uit zijn leven laten zien dat Imhotep het recht werd verleend om samen met de koning genoemd te worden, een heel hoge eer. Hoe Imhotep zijn rol als priester vervuld heeft is niet bekend.

## Imhotep als god
Imhotep bleef ook na zijn dood bekend en zijn roem steeg zelfs met het verstrijken der eeuwen. Ca. tweeduizend jaar na zijn dood werd hij zelfs tot god verklaard. Hij zou een zoon van de god Ptah zijn. Imhotep werd de schutspatroon van de geneeskunde, de hogere kennis en het schrijven. Vanwege de kennis van de geneeskunde stelden de Grieken hem gelijk met de god Asklepios en vanwege zijn kennis van de schrijfkunst werd hij ook verbonden met de god Thoth.
In afbeeldingen is Imhotep een gewone man, met een lendendoek en een bloot bovenlichaam. Hij wordt afgebeeld met een kaalgeschoren hoofd of een schedelkap en draagt de tekenen van een god (anch en scepter). Opvallend is de gelijkenis met de god Ptah, die - als enige andere godheid - ook een schedelkap draagt en tevens de anch en de 'was-scepter'.

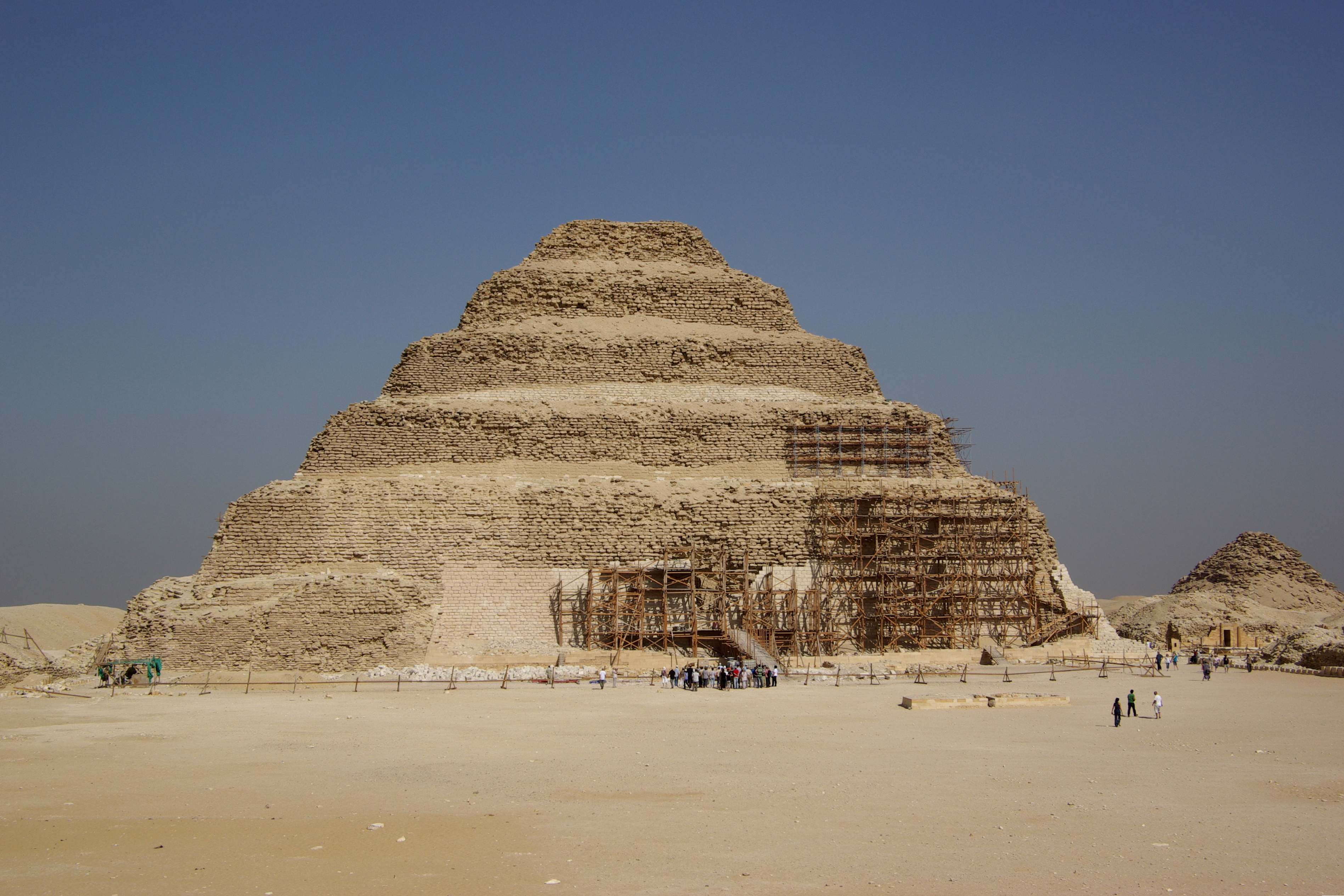
Imhoteps werk, de Trappiramide te Saqqara

Ptah wordt echter, in tegenstelling tot Imhotep, altijd als gemummificeerde man afgebeeld en draagt naast de genoemde tekenen ook nog het djed symbool.

## In de populaire cultuur
Imhotep is het antagonistische titelpersonage van Universals film The Mummy uit 1932 en de remake uit 1999, samen met het vervolg op deze remake. Deze Imhotep heeft weinig of geen verband met de historische figuur.
Imhotep werd ook geportretteerd in de tv-show Stargate SG1 als een valse god en een alien die bekend staat als een Goa'uld.